# Peckia hondurana
Peckia hondurana är en tvåvingeart som beskrevs av Carroll William Dodge 1965. Peckia hondurana ingår i släktet Peckia och familjen köttflugor.
Artens utbredningsområde är Belize. Inga underarter finns listade i Catalogue of Life.